# Jell-O
Jell-O, estilizado como JELL-O, es una marca estadounidense que ofrece una variedad de postres en polvo, tales como gelatina (geles con sabor a fruta), pudines y mezclas para pasteles o tartas de crema que no necesitan hornearse. El producto insignia de la marca es el postre original de gelatina (que se conoce de manera genérica como jello). «Jell-O» es una marca registrada de Kraft Heinz con sede en Chicago (Illinois).
El postre fue muy popular, en especial durante la primera mitad del siglo XX. El postre original de gelatina comenzó en Le Roy (Nueva York) en 1897, cuando Pearle Bixby Wait registró el nombre Jell-O. Tanto él como su esposa May habían elaborado el producto al añadir saborizantes de fresa, frambuesa, naranja y limón a una mezcla de azúcar y gelatina granulada (que había sido patentada en 1845). El polvo se mezcla con agua hirviendo y luego se enfría para producir un gel.

## Descripción
La gelatina Jell-O se vende preparada (lista para comer) o en polvo y está disponible en varios colores y sabores. La mezcla en polvo contiene gelatina en polvo y saborizantes, además de azúcar o edulcorantes artificiales. Se disuelve en agua caliente y luego se enfría y se deja cuajar. Es posible agregar frutas, verduras o crema batida para hacer platillos o snacks elaborados que se pueden moldear para crear distintas formas.
Algunos productos de pudines y rellenos de pastel, sin gelatina, también se venden bajo la marca Jell-O. El pudín normal Jello-O se cuece al fuego (con leche) y luego se come caliente o frío, mientras que el pudín instantáneo Jello-O se mezcla con leche fría y se enfría, ya que cuaja sin necesidad de cocción. Para hacer rellenos de pastel, los mismos productos de pudín se preparan con menos líquido.

## Historia

### En sus comienzos
Desde el siglo  XV, la gelatina, que es una proteína producida a partir del colágeno extraído de huesos cocidos, tejidos conjuntivos y otros productos animales, ha sido un componente en alimentos, especialmente de postres.
La gelatina se popularizó en Nueva York en la época victoriana con espectaculares y complejos moldes. Se vendía en láminas y había que purificarla, lo que llevaba mucho tiempo. Por consiguiente, los postres de gelatina estaban reservados a la realeza y a las clases relativamente acomodadas. En 1845, el empresario Peter Cooper obtuvo una patente para gelatina en polvo. Esta era fácil de fabricar y de utilizar en la cocina.
En 1897 en Le Roy (Nueva York), Pearle Bixby Wait, un carpintero y fabricante de jarabe para la tos, registró el nombre «Jell-O» para un postre de gelatina. Wait y su esposa, May, añadieron saborizantes de fresa, frambuesa, naranja y limón a gelatina granulada y azúcar. En 1899, Wait le vendió Jell-O a Orator Francis Woodward, cuya empresa Genesee Pure Food Company producía la exitosa bebida saludable Grain-O. Parte del acuerdo legal entre Woodward y Wait tuvo que ver con el nombre similar de Jell-O.

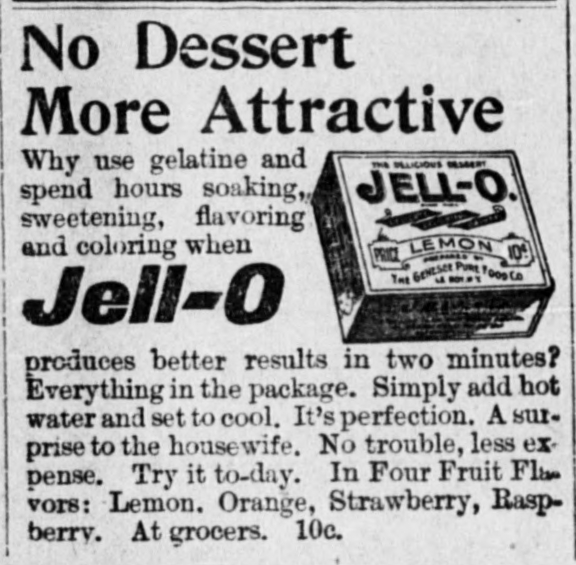
Anuncio publicitario de 1904.

### Popularización
Hubo diversos elementos que desempeñaron un papel clave para que Jell-O se convirtiera en un producto popular: las nuevas tecnologías, tales como la refrigeración, la gelatina en polvo y el envasado mediante máquinas, además de clases de economía doméstica y el mercadeo de la empresa.
Al principio, Woodward tuvo dificultades para vender el producto en polvo. A partir de 1902, para darlo a conocer, la empresa Genesee Pure Food Company de Woodward publicó anuncios en la revista Ladies' Home Journal que proclamaban que Jell-O era America's Most Famous Dessert. Jell-O tuvo un éxito moderado hasta 1904, cuando la empresa Genesee envió ejércitos de vendedores al campo para distribuir recetarios de Jell-O, de forma gratuita, una táctica pionera de mercadeo. Hoy en día, dichos recetarios son artículos de colección.
Durante la década siguiente, Genesee Pure Food Company añadió tres nuevos sabores: chocolate (descontinuado en 1927), cereza y melocotón (durazno). Además, lanzó la marca en Canadá. Aparecieron testimonios de celebridades y recetas en anuncios publicitarios en los que destacaban la actriz Ethel Barrymore y la cantante de ópera Ernestine Schumann-Heink. El pintor Maxfield Parrish y el ilustrador Norman Rockwell realizaron algunos anuncios ilustrados de Jell-O.
En 1923, la recién rebautizada empresa Jell-O Company lanzó «D-Zerta», una versión de Jell-O endulzada con edulcorantes artificiales. Dos años después, las compañías Postum y Genesee se fusionaron y, en 1927, Postum adquirió la empresa de alimentos congelados de Clarence Birdseye para formar la General Foods Corporation.

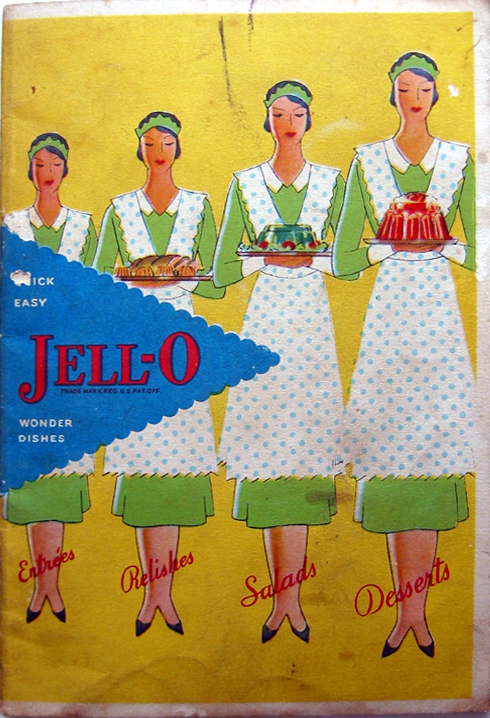
Quick, Easy Jell-O Wonder Dishes, libro de recetas de Jell-O de 1930.

Ya para 1930, surgió una moda en la gastronomía estadounidense de preparar ensaladas con gelatina. Por lo tanto, la empresa introdujo gelatina Jell-O con sabor a lima, para complementar así los ingredientes que las cocineras en todo el país estaban combinando en estos áspics y ensaladas. Algunas recetas populares incluían a menudo ingredientes tales como col (repollo), apio, pimientos verdes e incluso pasta cocida.
En 1934, el patrocinio de Jell-O convirtió al comediante Jack Benny en el portavoz del postre. Por ese entonces, Post lanzó un jingle («presentado» por la agencia Young & Rubicam) que fue muy popular durante varias décadas, en el cual el nombre del producto se deletreaba «J-E-L-L-O» al ritmo de un tema musical ascendente de cinco notas.
El jingle lo escribió Don Bestor, quien era en ese entonces el director de orquesta del programa de radio de Jack Benny The Jell-O Program Starring Jack Benny.
En 1936, el sabor de chocolate volvió a la línea de productos Jell-O, esta vez como un pudín instantáneo que se preparaba con leche. Resultó ser tremendamente popular y, con el tiempo, se agregaron otros sabores de pudín, tales como vainilla, tapioca, coco, pistacho, butterscotch, natillas, flan y arroz con leche.
Ya para la década de 1950, las ensaladas se habían hecho tan populares que Jell-O respondió con sabores salados y de vegetales, tales como apio, ensalada italiana, verduras mixtas y tomate sazonado. Estos sabores ya no se producen.

### Mediados del sigloXX
Aunque gran parte de los alimentos elaborados y elegantes que se servían a la hora del té entre las décadas de 1920 y 1950 eran opulentos y decorativos, con ingredientes suntuosos, tales como caviar o langosta, Jell-O se convirtió en un ingrediente decorativo de precio asequible que las mujeres podían utilizar para crear platillos con un toque femenino, ligero y delicado. Estos se convirtieron en el estándar de los platillos elegantes que se servían a la hora de la merienda en esa época. Ya para los años veinte y treinta, casi un tercio de las recetas de ensaladas en un libro promedio de cocina eran recetas con base en gelatina, que incluían diversos rellenos de frutas, verduras o incluso queso crema.
Las recetas típicas de principios del siglo XX incluían frutas tales como higos, dátiles y bananas o gelatina con sabor a limón mezclada con cerezas al marrasquino y otros ingredientes, por ejemplo, malvaviscos y almendras. Una receta de postre de frutas a base de gelatina dulce, que lleva por nombre Good Salad&thinsp, incluye pudín de vainilla, pudín de tapioca, piña (ananás), mandarinas y gelatina de naranja. Las mezclas de pudín se elaboran con el jugo reservado de la fruta en conserva y la gelatina con sabor. Luego, se añaden las frutas y se guarda el postre en el refrigerador hasta que cuaje para servirlo frío.
En la época de mediados del siglo XX—el período llamado baby boom o explosión de natalidad posterior a la Segunda Guerra Mundial—hubo un aumento considerable en las ventas de Jell-O. Las madres jóvenes no contaban con las estructuras comunitarias de apoyo que tenían las generaciones anteriores, de modo que los vendedores se apresuraron a promocionar alimentos preenvasados y fáciles de preparar. Por aquel entonces, para hacer un postre de gelatina Jell-O, bastaba con hervir agua, combinarla con la gelatina, poner la mezcla en moldes de Tupperware y refrigerarla por poco tiempo.
Continuamente se añadían nuevos sabores y se eliminaban los que no tenían éxito. En las décadas de 1950 y 1960, se agregaron: manzana, cereza negra, frambuesa negra, frutas mixtas, naranja-banana, piña-toronja, mora, fresa-banana, frutas tropicales y versiones más intensas y «salvajes» de las tradicionales fresa, frambuesa y cereza. En 1966, se lanzó la línea de postres «No-Bake» de Jell-O, que no requería hornear y que permitía elaborar un pastel de queso en tan solo 15 minutos. Tres años más tarde, en 1969, se lanzó el postre de gelatina «Jell-O 1∗2∗3» (que luego se llamó «Jell-O 1•2•3»), que se separaba en tres capas a medida que se enfriaba. Hasta 1987, el producto «Jell-O 1•2•3» podía hallarse fácilmente en tiendas de comestibles en la mayor parte de los Estados Unidos, aunque el postre es ahora poco común. En 1971, se lanzó un producto de pudín preparado y envasado de nombre «Jell-O Pudding Treats». Además, se lanzó un postre tipo mousse llamado «Jell-O Whip 'n Chill», al cual se le dio mucha publicidad. Hoy en día, continúa estando disponible de manera limitada en algunas áreas. Un postre similar llamado «Jell-O Soft Swirl» se lanzó en 1972, con sabores como «Chocolate Creme»&thinsp, «Strawberry Creme»&thinsp, «Vanilla Creme»  y «Peach Creme».  La actriz Florence Henderson protagonizó anuncios de televisión para este producto.

### Caída de las ventas y recuperación

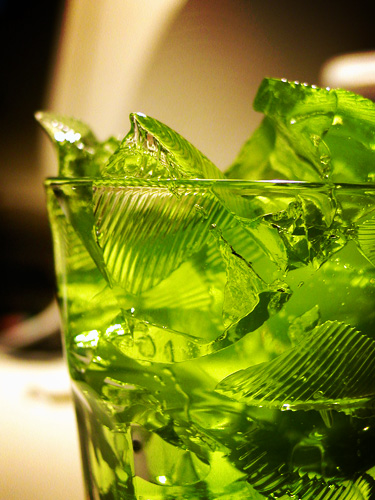
Jello-O con sabor a lima

En 1964 se introdujo el eslogan There's always room for Jell-O,  el cual promocionaba el producto como un «postre ligero» que podía consumirse con facilidad incluso después de una comida copiosa.
Durante las décadas de 1960 hasta 1980, las ventas de Jell-O fueron cayendo a un ritmo constante.  Muchos platillos de Jell-O, tales como postres y ensaladas, se convirtieron en alimentos para ocasiones especiales en lugar de productos de consumo diario. Los vendedores le achacaron esta caída al hecho de que las familias eran cada vez más pequeñas, al estilo de vida más «acelerado» y al aumento en el empleo femenino. Ya para 1986, un estudio de mercado concluyó que las madres con hijos pequeños rara vez compraban Jell-O.
Para cambiar esta situación, Jell-O contrató a Dana Gioia para frenar esta caída. El equipo de mercadeo revisó las recetas de Jell-O publicadas en libros de cocina en años anteriores y descubrió un snack llamado «Jigglers», aunque la receta original no usaba ese nombre. Estos son snacks hechos con gelatina Jell-O moldeada en formas divertidas que se comen con las manos. Jell-O lanzó una campaña masiva de mercadeo, con Bill Cosby como portavoz. La campaña tuvo un éxito enorme y provocó un considerable aumento del mercado.
Cosby se convirtió en portavoz de la marca en 1974 y siguió siendo la voz de Jell-O durante casi treinta años. Durante su período como portavoz de la empresa, ayudó a lanzar productos nuevos, tales como las paletas «Jell-O Pops» (en sus variedades de gelatina y pudín); la nueva gelatina sin azúcar «Sugar-Free Jell-O», que reemplazó a «D-Zerta» en 1984 y estaba endulzada con el edulcorante NutraSweet; los snacks de gomitas concentradas «Jell-O Jigglers», y «Sparkling Jell-O», una versión carbonatada del postre que se promocionó como la Champagne of Jell-O.  En el 2010, Cosby volvió a ser el portavoz de Jell-O en una serie web llamada OBKB.
En 1990, la empresa matriz Philip Morris (hoy en día, Altria Group) fusionó General Foods con Kraft Foods Inc. Se lanzaron sabores nuevos: sandía, arándano azul, arándano rojo, margarita  y piña colada, entre otros. En el 2001, el Senado del estado de Utah reconoció a Jell-O como el snack favorito de Utah, sobre la base fundamental de la marca en la cocina mormona, especialmente en platillos como la ensalada de gelatina. Además, el gobernador Michael O. Leavitt declaró la celebración anual de una Jell-O Week.  Durante los Juegos Olímpicos de Salt Lake City 2002, los broches de recuerdo incluían uno que representaba a la gelatina Jell-O de color verde.
A finales de la década de los años ochenta y principios de los noventa, la reputación de Jell-O como un producto adecuado para toda la familia se vio ligeramente empañada por la práctica de consumir chupitos de Jell-O y por la lucha libre con gelatina Jell-O.

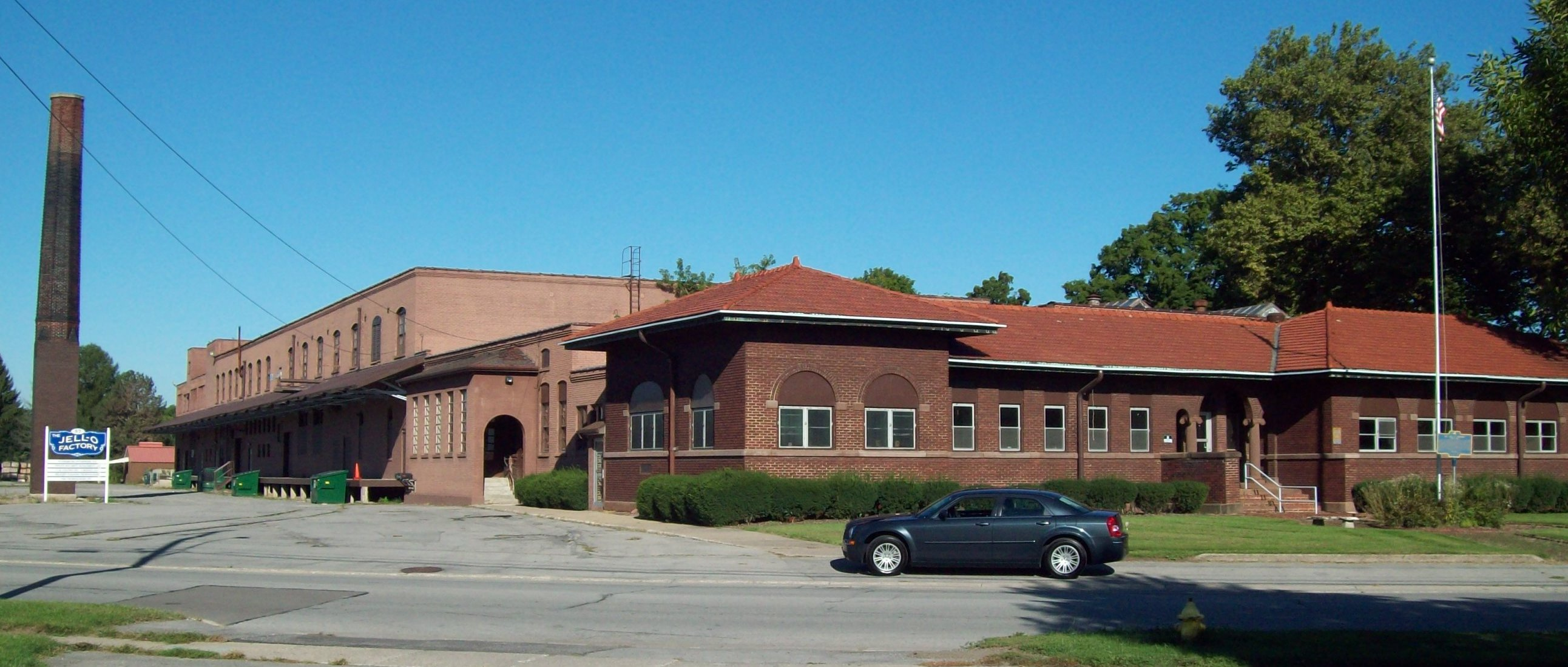
La fábrica original de Jell-O en Le Roy (Nueva York), fotografía del 2014.

Para el 2011, ya se vendían más de 420 millones de cajas de gelatina Jell-O y más de mil millones de vasitos de Jell-O cada año en los Estados Unidos. Para el 2016, se vendían más de 110 productos bajo la marca Jell-O.
La gelatina Jell-O se utiliza como ingrediente principal en un postre que requiere de un molde diseñado para contener gelatina y depositar pequeñas cantidades de fruta picada, frutos secos y otros ingredientes antes de que se cuaje y tome su típica forma. No es posible utilizar piña fresca, papaya, kiwi ni jengibre porque contienen enzimas que impiden que cuaje la gelatina. Sin embargo, en el caso del jugo de piña y la enzima bromelina que contiene, esta puede desactivarse sin desnaturalizarla mediante un calentamiento excesivo que alteraría el sabor, por medio de la adición de una pequeña cantidad de capsaicina procedente de chiles picantes.

## Chupitos de Jell-O

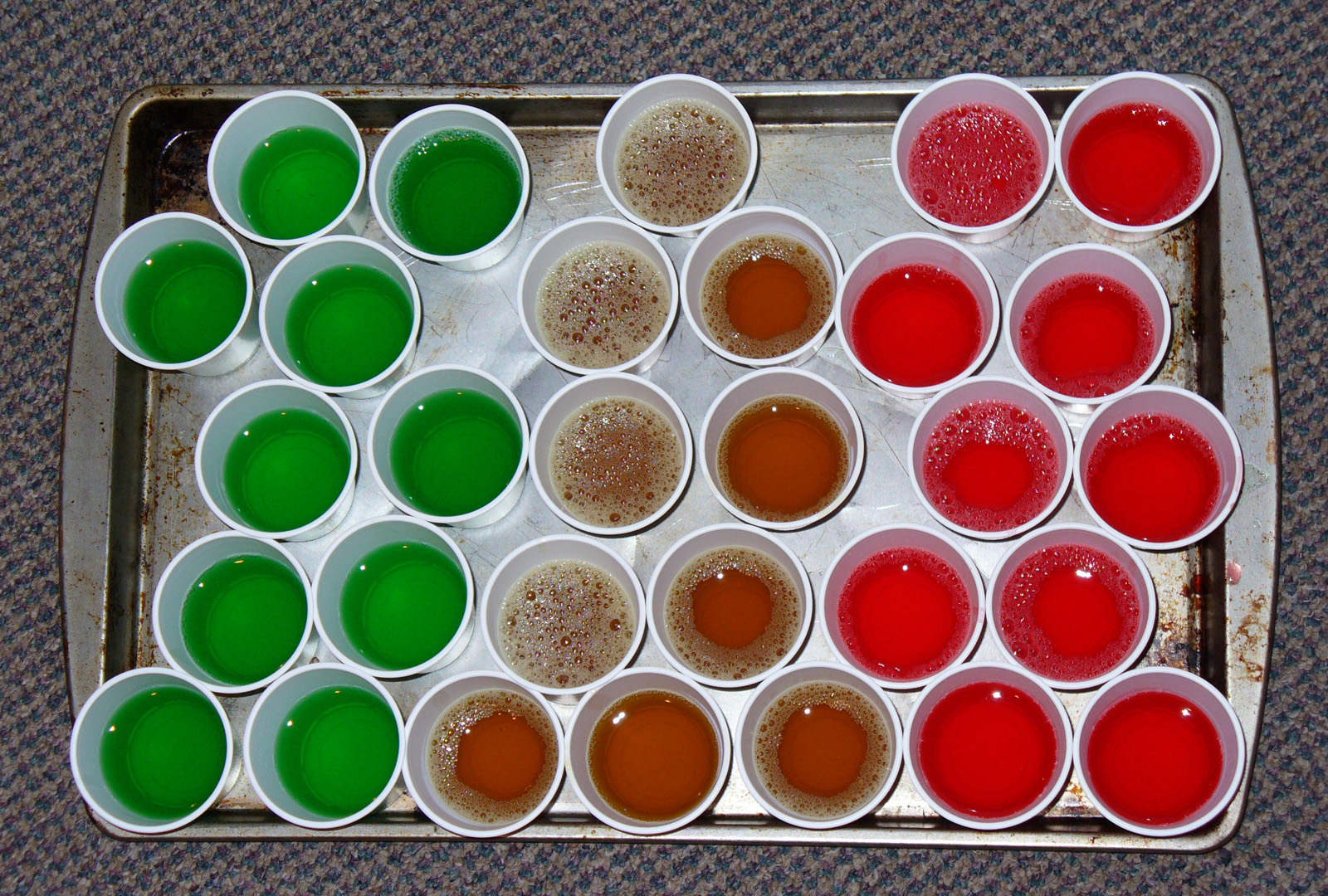
Bandeja de chupitos de gelatina

Una receta alternativa requiere añadir una bebida alcohólica a la mezcla para aportar más o menos entre un tercio y la mitad del líquido agregado luego de que la gelatina se haya disuelto al hervir. En una fiesta, una ración de la mezcla resultante se denomina «chupito de Jell-O» o, de forma más generalizada, «chupito de gelatina». Otros nombres incluyen jelly shots y vodka jelly, entre otros. La cantidad de licor que se añade y el momento preciso en que se hace son aspectos muy importantes. No es posible hacer chupitos de gelatina sólo con licor. Esto se debe a que las proteínas coloidales de la gelatina seca están formadas por cadenas que requieren un líquido caliente para desnaturalizarlas antes de que puedan volver a formarse como una suspensión coloidal semisólida. El alcohol puro no puede calentarse lo suficiente para descomponer estas proteínas, ya que se evapora.
En los chupitos de gelatina se suele utilizar vodka o ron, pero se pueden preparar con casi cualquier licor o mezclas de varios licores. Es importante ajustar las proporciones de alcohol y agua fría para garantizar que la mezcla cuaje cuando se experimenta con varios licores. Los chupitos de gelatina pueden servirse en vasos de chupito o en pequeños vasos de cartón o plástico. En estos dos últimos, la gelatina resulta más fácil de comer, pero los vasos de chupito son más atractivos. En un chupito de gelatina, el alcohol está contenido en esta. Por lo tanto, el cuerpo lo absorbe de forma más lenta, lo que causa que las personas subestimen la cantidad de alcohol que han consumido. Por ello, los bebedores deben controlar su ingesta.
El cantautor estadounidense Tom Lehrer afirma haber inventado el chupito de gelatina en los años 50 para eludir las restricciones acerca de bebidas alcohólicas en la base militar donde estaba asignado. En el libro How to Mix Drinks, or The Bon Vivant's Companion, del barman estadounidense Jerry Thomas, se encuentra una de las primeras recetas publicadas de una bebida alcohólica a base de gelatina, que data de 1862: su receta de Punch Jelly  requiere añadir cola de pescado u otro tipo de gelatina a un ponche elaborado con coñac, ron y jugo de limón. Thomas hace la advertencia de que la gelatina «oculta ingeniosamente» la potencia del ponche.

## Fabricación y turismo

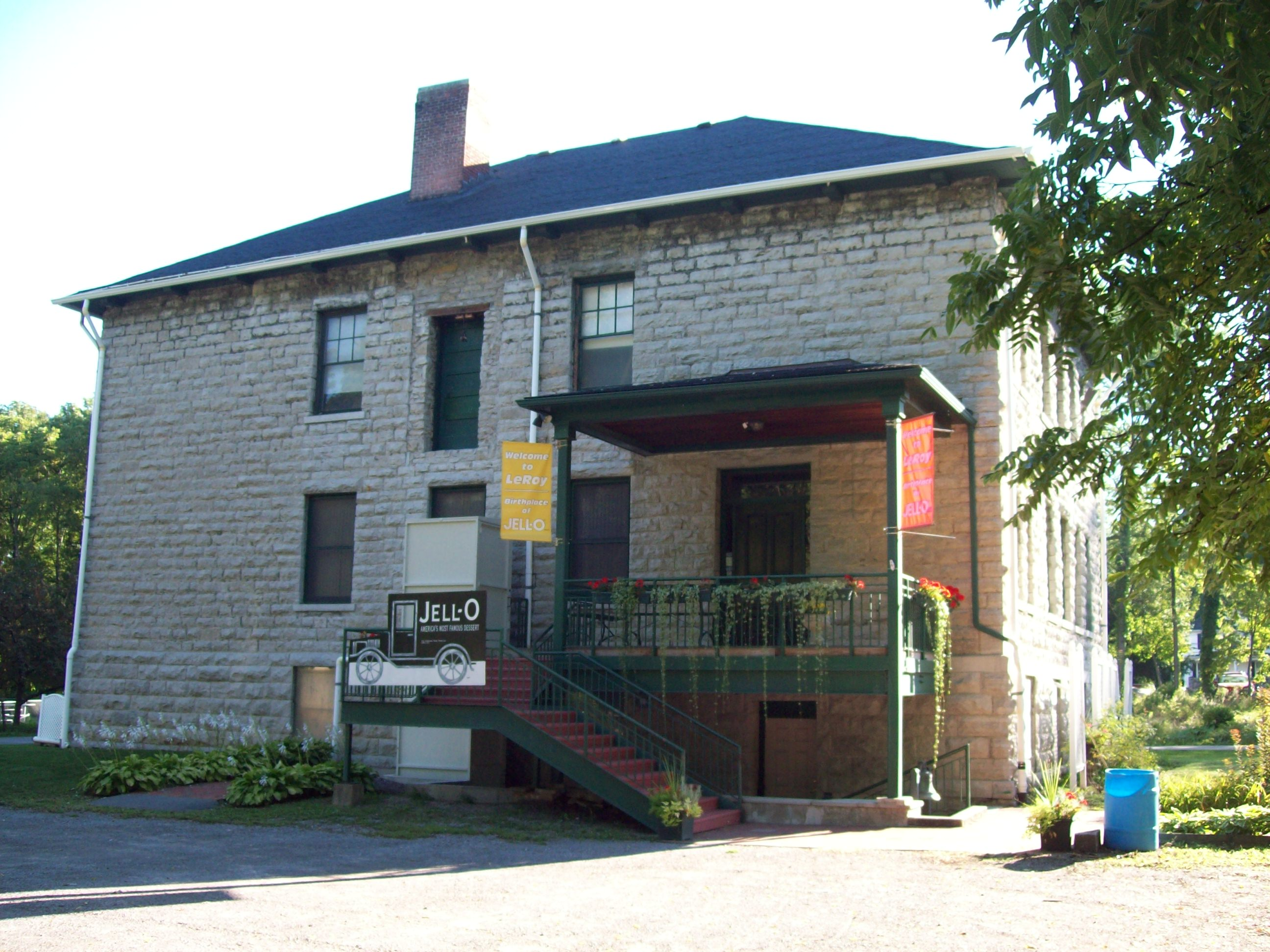
Museo de Jell-O en LeRoy, Nueva York.

Desde 2012, la ciudad de Le Roy (Nueva York) es conocida como la cuna de la marca Jell-O y cuenta con el único Museo de Jell-O en el mundo, el cual está situado en la carretera principal que atraviesa la pequeña ciudad. Los productos Jell-O se fabricaron aquí hasta que General Foods cerró la planta en 1964 y trasladó la producción a Dover (Delaware). La sociedad histórica Le Roy Historical Society administra el museo Jell-O Gallery, que está ubicado en el edificio Le Roy House and Union Free School, que a su vez fue incluido en el Registro Nacional de Lugares Históricos en 1997.
En el museo, los visitantes pueden conocer la historia del postre desde sus inicios. A partir de la calle East Main Street, los visitantes pueden seguir el camino Jell-O Brick Road, cuyas piedras llevan inscritos los nombres de antiguos empleados de la fábrica. El museo ofrece un vistazo a los materiales de partida para la producción de gelatina Jell-O, tales como cola de pescado y patas de res, además de diversos moldes.
La planta de la marca Jell-O en Mason City (Iowa) produce los postres de gelatina y envases de pudín listos para consumir que están a la venta en los Estados Unidos.

## Publicidad
La primera campaña publicitaria de Jell-O, dirigida inicialmente por William E. Humelbaugh y más tarde por Frank LaBounty, apareció por primera vez en la revista Ladies' Home Journal en 1904. Los anuncios impresos solían ir acompañados de recetas e ilustraciones en color y se hicieron muy populares. Artistas tales como Rose O'Neill, Maxfield Parrish, Coles Phillips, Norman Rockwell, Linn Ball y Angus MacDonall contribuyeron con la campaña. Además, el ilustrador Franklin King, que trabajaba para la agencia publicitaria Dauchy Company, representó a su hija Elizabeth en muchas de las ilustraciones, lo que la convirtió en la reconocible Jell-O Girl. 
El programa de radio de Jack Benny, el de más audiencia en ese entonces, empezó a patrocinar la marca Jell-O en 1934. El programa no se interrumpía para anuncios comerciales, sino que el locutor Don Wilson incorporaba discursos acerca de Jell-O en el programa en los momentos adecuados, ante el fingido enojo cómico de Jack. El primer programa originó el jingle de cinco notas musicales «J-E-L-L-O!» que se mantuvo en la publicidad posterior de la marca. El programa My Favorite Husband de Lucille Ball, que fue el predecesor radiofónico del de televisión Yo amo a Lucy, fue otro popular programa patrocinado por Jell-O durante gran parte de sus 124 episodios, a partir del 7 de enero de 1949. El personaje de Ball, Liz Cooper, a menudo abría el programa con el animado saludo: Jell-O, everybody! 
El comediante Bill Cosby se asocia con la marca Jell-O y, sobre todo, con el pudín Jell-O, ya que apareció en muchos anuncios comerciales para promocionar ambos productos. Programas posteriores como Mad TV, Los Simpson y Saturday Night Live han parodiado a Cosby mediante referencias a la marca Jell-O. En la década de 1960, el reparto de la telecomedia Los héroes de Hogan hizo un anuncio comercial con Carol Channing en el que aparecían el coronel Hogan, sus hombres, el comandante Klink y el sargento Shultz comiendo postres Jell-O. Además, en las primeras temporadas de The Lucy Show, la primera de las dos series de televisión de Lucille Ball en los años 60, los miembros del reparto, que incluían a Vivian Vance, a menudo hacían anuncios comerciales de Jell-O.
En agosto del 2018, Jell-O lanzó una serie animada en YouTube y Amazon Prime Video titulada JELL-O Wobz en asociación con DreamWorksTV.

## En la cultura popular
La marca Jell-O se menciona en la canción popular A Fine Romance de 1936, escrita por Dorothy Fields y con música compuesta por Jerome Kern. En ella, se alude con humor al producto  como una alternativa mundana a la emoción del amor romántico. En 1980, el compositor estadounidense William Bolcom escribió una popular canción humorística acerca de Jell-O, con el título Lime Jello Marshmallow Cottage Cheese Surprise, en la que satiriza el uso del producto en platillos que combinan lo dulce con lo salado, tales como la ensalada de gelatina.
En 1992, Ivette Bassa ganó el segundo premio Ig Nobel en la historia de estos, en la categoría de química, por haber inventado la gelatina de color azul.
El grupo de rock Green Jellÿ se llamaba originalmente Green Jellö, pero tuvo que cambiar de nombre debido a una demanda presentada por la empresa Kraft Foods, que alegaba que la banda estaba infringiendo la marca registrada Jell-O.

## Mormonismo
Los productos Jell-O son particularmente populares entre los mormones, hasta el punto de que la región denominada como el Corredor Mormón recibe el sobrenombre de Jell-O Belt.  En el 2001, el Senado de Utah reconoció los productos Jell-O como parte de los favorite snack food(s) of Utah,  y señaló que el estado había tenido el consumo más alto per cápita de Jell-O durante muchos años. Además, que los ciudadanos de Utah se habían movilizado para «recuperar el título» después de que Des Moines, Iowa, superara a Utah en el consumo de Jell-O en 1999. La cultura de Utah, las peticiones de los habitantes del estado y la campaña lanzada por los estudiantes de la Universidad Brigham Young también se mencionaron como razones para el reconocimiento de la marca. Bill Cosby, portavoz de la marca Jell-O durante mucho tiempo, compareció ante la Legislatura Estatal de Utah en apoyo de la resolución.
Pero el estereotipo de que a los mormones les encanta Jell-O no data de hace mucho tiempo. Algunos reportajes de medios de comunicación en 1969 y 1988 acerca de los alimentos populares entre los mormones o en el estado de Utah no mencionan a Jell-O. Además, un artículo de 1988 se refiere a Jell-O como una tradición luterana. A finales de la década de 1980, Jell-O lanzó una campaña de mercadeo para promocionar el snack y su receta de «Jigglers» como un alimento divertido para los niños y fácil de hacer para los padres, lo que tuvo mucho éxito entre los mormones orientados a la familia. En 1997, Kraft publicó cifras de ventas que revelaban que Salt Lake City tenía el consumo más alto per cápita de Jell-O.